# Davion Mitchell
Davion De'Monte Earl Mitchell (Hinesville, 5 de setembro de 1998) é um jogador norte-americano de basquete profissional que atualmente joga no Miami Heat da National Basketball Association (NBA).
Ele jogou basquete universitário pela Universidade de Auburn e pela Universidade de Baylor e foi selecionado pelo Sacramento Kings como a 9º escolha geral no draft da NBA de 2021.

## Carreira no ensino médio
Mitchell frequentou a Liberty County High School em Hinesville, Geórgia. Em sua terceira temporada, ele teve médias de 24,2 pontos, 7,1 assistências e 2,9 roubos de bola e levou a sua equipe ao primeiro título estadual da Classe 4A.
Em sua última temporada, ele teve médias de 23,8 pontos, 5,3 rebotes e 5,2 assistências. Mitchell competiu pelo Georgia Stars no Amateur Athletic Union (AAU). Um recruta de quatro estrelas, ele se comprometeu a jogar basquete universitário na Universidade de Auburn e rejeitou as ofertas de Cincinnati, UConn, Flórida, Geórgia e Clemson.

## Carreira universitária
Como calouro em Auburn, Mitchell teve médias de 3,7 pontos e 1,9 assistências como reserva de Jared Harper. Após a temporada, ele se transferiu para Baylor e ficou de fora da temporada seguinte devido às regras de transferência da NCAA. Durante esse ano, ele melhorou seu jogo geral e estudou os movimentos de Kyle Lowry e Jalen Brunson.
Durante sua segunda temporada, Mitchell foi titular em uma das principais equipes do país. Em 18 de dezembro de 2019, ele registrou 19 pontos, quatro assistências e quatro roubos de bola na vitória por 91-63 sobre UT Martin. Nessa temporada, Mitchell teve médias de 9,9 pontos e 3,8 assistências e foi nomeado como o Novato do Ano da Big 12.
Em sua terceira temporada, Mitchell se tornou um arremessador e passador aprimorado. Mitchell ajudou Baylor a vencer seu primeiro título nacional, registrando 15 pontos, seis rebotes e cinco assistências em uma vitória por 86-70 na final do Torneio da NCAA contra Gonzaga. Ele recebeu o Prêmio de Jogador Defensivo do Ano e o Prêmio Lefty Driesell como o melhor jogador defensivo do país. Mitchell também ganhou o prêmio de Jogador Defensivo do Ano da Big 12. Em 13 de abril, ele se declarou para o draft da NBA de 2021, renunciando à elegibilidade universitária restante.

## Carreira profissional

### Sacramento Kings (2021–2024)
Mitchell foi selecionado pelo Sacramento Kings como a nona escolha geral no draft da NBA de 2021. Em 5 de agosto de 2021, ele assinou um contrato de 4 anos e US$20.9 milhões com os Kings. Mitchell ajudou os Kings a vencer a Summer League de 2021 e foi nomeado o MVP junto com Cameron Thomas.
Em 20 de outubro, Mitchell fez sua estreia na NBA, registrando dois pontos, três rebotes e três assistências na vitória por 124–121 sobre o Portland Trail Blazers. Em 20 de março de 2022, ele marcou 28 pontos, recorde da carreira, além de três rebotes e nove assistências na derrota por 127–124 na prorrogação contra o Phoenix Suns.

### Toronto Raptors (2024–Presente)
Em 28 de junho de 2024, Mitchell, junto com Sasha Vezenkov, Jamal Shead e uma escolha de segunda rodada do draft de 2025, foi trocado para o Toronto Raptors em troca de Jalen McDaniels.

## Estatísticas da carreira

### NBA

#### Temporada regular
| Ano      | Equipe     | PJ  | PT | MPJ  | AP   | 3P   | LL   | RT  | AS  | BR | TO | PPJ  |
| -------- | ---------- | --- | -- | ---- | ---- | ---- | ---- | --- | --- | -- | -- | ---- |
| 2021–22  | Sacramento | 75  | 19 | 27.7 | .418 | .316 | .659 | 2.2 | 4.2 | .7 | .3 | 11.5 |
| 2022–23  | Sacramento | 80  | 9  | 18.1 | .454 | .320 | .806 | 1.3 | 2.3 | .6 | .2 | 5.6  |
| 2023–24  | Sacramento | 72  | 4  | 15.3 | .452 | .361 | .714 | 1.3 | 1.9 | .2 | .0 | 5.3  |
| Carreira | Carreira   | 227 | 32 | 20.3 | .441 | .332 | .726 | 1.5 | 2.8 | .4 | .1 | 7.4  |

#### Play-In
| Ano  | Equipe     | PJ | PT | MPJ  | AP   | 3P   | LL | RT  | AS  | BR | TO | PPJ |
| ---- | ---------- | -- | -- | ---- | ---- | ---- | -- | --- | --- | -- | -- | --- |
| 2024 | Sacramento | 2  | 0  | 20.4 | .333 | .273 | —  | 3.5 | 2.0 | .0 | .0 | 7.5 |

#### Playoffs
| Ano  | Equipe     | PJ | PT | MPJ  | AP   | 3P   | LL   | RT  | AS  | BR | TO | PPJ |
| ---- | ---------- | -- | -- | ---- | ---- | ---- | ---- | --- | --- | -- | -- | --- |
| 2023 | Sacramento | 7  | 0  | 20.0 | .413 | .259 | .833 | 1.3 | 1.7 | .9 | .1 | 7.1 |

### Universitário
| Ano      | Equipe   | PJ        | PT        | MPJ       | AP        | 3P        | LL        | RT        | AS        | BR        | TO        | PPJ       |
| -------- | -------- | --------- | --------- | --------- | --------- | --------- | --------- | --------- | --------- | --------- | --------- | --------- |
| 2017–18  | Auburn   | 34        | 0         | 17.1      | .429      | .288      | .677      | 1.1       | 1.9       | .5        | .0        | 3.7       |
| 2018–19  | Baylor   | Não jogou | Não jogou | Não jogou | Não jogou | Não jogou | Não jogou | Não jogou | Não jogou | Não jogou | Não jogou | Não jogou |
| 2019–20  | Baylor   | 30        | 30        | 32.4      | .409      | .324      | .663      | 2.7       | 3.8       | 1.5       | .4        | 9.9       |
| 2020–21  | Baylor   | 30        | 30        | 33.0      | .511      | .447      | .652      | 2.7       | 5.5       | 1.9       | .4        | 14.1      |
| Carreira | Carreira | 94        | 60        | 27.5      | .449      | .353      | .664      | 2.1       | 3.7       | 1.3       | .2        | 9.2       |

Fonte: